# Јаков Сиротковић
Јаков Сиротковић (Раб, 7. новембар 1922 — Загреб, 31. октобар 2002), учесник Народноослободилачке борбе, економиста и друштвено-политички радник СР Хрватске и СФР Југославије. Од априла 1974. године до 9. маја 1978. године обављао је функцију председника Извршног већа Сабора СР Хрватске.

## Биографија
Рођен је 7. новембра 1922. године на острву Раб. Основну школу је завршио у Шибенику, а матурирао је у Трећој мушкој реалној гимназији у Загребу, 1941. године. У Загребу је и студирао медицину, од 1941. године до 1943. године.
Од 1943. године учесник је НОБ-а. Налазио се на позицији референта санитета Загребачког партизанског одреда, потом и Треће бригаде 33. хрватске дивизије и команданта медико-санитетског батаљона 33. дивизије Десетог загребачког корпуса НОВЈ. 
Дипломирао је на Економском факултету Универзитета у Загребу 1948. године, а докторат економских наука стекао је 1951. године. Био је предавач на факултету од 1950. до 1991, а од 1961. године као редовни професор. Био је оснивач и директор Економског института у Загребу од 1952. до 1955. године. Специјалистичко образовање имао је на Лондонској школи економије од 1954. до 1955. године, као и на Универзитету у Манчестеру од 1960. до 1961. године, те на Универзитету Калифорније у Берклију, 1965. године.
Његове остале дужности биле су:
- државни саветник и директор Савезног завода за планирање у Београду од 1956. до 1960. и од 1962. до 1964. године,
- директор Републичког завода за планирање од 1960. до 1962. године,
- ректор Универзитета у Загребу од 1966. до 1968. године,
- потпредседник Савезног извршног већа од 1970. до 1974. године,
- председник Извршног већа Сабора СР Хрватске од априла 1974. до 9. маја 1978. године,
- од 1975. члан, а од 1978. до 1991. године председник „Југославенске академије знаности и умјетности“,
- члан Централног комитета Савеза комуниста Југославије од 1982. године,
- главни уредник Енциклопедије Југославије од 1984. до 1991. године.

Умро је 31. октобра 2002. године у Загребу. Сахрањен је на загребачком гробљу Мирогој.

## Награде и одликовања
Добитник је награде „Божидар Аџија“, „М. Мирковић“ и Награде „АВНОЈ“-а.
Одликован је Орденом Републике са златним венцем, Орденом заслуга за народ са златном звездом, Орденом братства и јединства са златним венцем (за рад на научном пољу), Орденом рада са црвеном заставом, Орденом за храброст и осталим високим југословенским одликовањима.

## Важнија дела
- „Проблеми привредног планирања у Југославији“, 1961.
- „Основна питања теорије и политике економског развоја“, 1983.
- „Економска политика Југославије од 1945. до 1988: циљеви и резлутати“, 1989.
- „Макроекономска структура хрватског господарства: развојне могућности и ограничења“, 2000.